# Общество Фраунгофера
Общество содействия прикладным исследованиям имени Фраунго́фера (нем. Fraunhofer-Gesellschaft zur Förderung der angewandten Forschung e.V.) — крупнейшее европейское объединение институтов прикладных исследований. Общество Фраунгофера управляет 72 институтами и исследовательскими центрами в Германии с более чем 26 тысячами сотрудников, ученых и инженеров и годовым бюджетом на исследования свыше 2,5 млрд евро. Около 70 % этого бюджета приходится на контракты с промышленными предприятиями и финансируемые государством исследовательские проекты. Общество названо в честь немецкого физика Йозефа Фраунгофера (1787—1826). Головной офис расположен в Мюнхене. 
Работы Общества имени Фраунгофера направлены на нужды германской экономики, а также удовлетворение потребностей рынка как немецкого, так и иностранного. Для успешного достижения поставленных целей институты Фраунгофера, имеющие схожую специализацию, объединились в союзы и альянсы Фраунгофера по следующим специализациям:
- информационная и коммуникационная техника;
- науки о жизни;
- микроэлектроника;
- техника обработки поверхностей и фотоника;
- производство;
- материалы и инструменты для строительства.

## Институты
- Институт динамики быстропротекающих процессов[2]
- Институт интегральных схем[2]
- Институт химической технологии[2]
- Институт оптимизации, системной инженерии и оценивания изображений (IOSB) (создан в 2010 г. на основе объединения Института информации и обработки данных Фраунгофера (IITB)[2] с Институтом Фраунгофера по вопросам оптики и распознавания изображений (FOM))
- Институт физики твердого тела (ІAF)[2]
- Институт солнечноэнергетических систем (нем. Fraunhofer-Institut für Solare Energiesysteme)

## Перечень организаций и Институтов Общества Фраунгофера
Перечень организаций и институтов Общества Фраунгофера

## Президенты общества Фраунгофера
- Вальтер Герлах (нем. Walther Gerlach) — с 1949 по 1951
- Вильгельм Рёлен[нем.] (нем. Wilhelm Roelen) — с 1951 по 1955
- Герман фон Сименс[нем.] (нем. Hermann von Siemens) — с 1955 по 1964
- Франц Кольман[нем.] (нем. Franz Kollmann) — с 1964 по 1968
- Отто Мор[нем.] (нем. Otto Mohr) — с 1968 по 1973
- Хайнц Келлер[нем.] (нем. Heinz Keller) — с 1973 по 1982
- Макс Зирбе[нем.] (нем. Max Syrbe) — с 1982 по 1993
- Ханс-Юрген Варнекке[нем.] (нем. Hans-Jürgen Warnecke) — с 1993 по 2002
- Ханс-Йорг Буллингер[нем.] (нем. Hans-Jörg Bullinger) — с 2002 по 2012
- Раймунд Нойгебауэр[нем.] (нем. Reimund Neugebauer) — с 2012 года.